# Carlo Marchionni
Carlo Marchionni (10 de fevereiro de 1702 - 28 de julho de 1786) foi um arquiteto italiano. 
Nasceu em Roma. Sua carreira foi impulsionada por seu amigo Alessandro Cardinal Albani, um grande colecionador de antiguidades. Seu estilo misturava o fim do Barroco com o Neoclassicismo, que pode ser comparado a seus contemporâneos italianos Alessandro Galilei, Ferdinando Fuga ou Vanvitelli, ou até mesmo o francês Ange-Jacques Gabriel, que projetou o Petit Trianon.
Seus primeiros estudos foram como escultor. Estudou arquitetura na Academia de São Lucas, em Roma, como aluno de Filippo Barigioni, que seguia o estilo elaborado de Borromini. 
Marchionni ajudou a restaurar o coro da Basílica de São João de Latrão, junto com Giovanni Battista Piranesi. Foi designado arquiteto papal e supervisor dos trabalhos da Basílica de São Pedro pelo Papa Benedito XIV. Em 1766, o Papa encomendou a Marchionni a reconstrução da fachada do Museo Profano, a coleção papal de antiguidades originalmente guardadas por Bramante na Braccia Nuova do Vaticano, junto com a Cortile del Belvedere.
Marchioni foi diretor da Accademia di San Luca a partir de 1775.